# Conistra ocellata
Conistra ocellata är en fjärilsart som beskrevs av Arnold Spuler 1907. Conistra ocellata ingår i släktet Conistra och familjen nattflyn. Inga underarter finns listade i Catalogue of Life.